# Springkell House
Springkell House ist ein Herrenhaus nahe der schottischen Ortschaft Eaglesfield in der Council Area Dumfries and Galloway. 1971 wurde das Bauwerk in die schottischen Denkmallisten zunächst in der Kategorie B aufgenommen. Die Hochstufung in die höchste Denkmalkategorie A erfolgte 1987. Des Weiteren sind die zugehörigen Stallungen, die Scheune sowie die West Lodge eigenständig als Kategorie-B-Bauwerke klassifiziert. Die East Lodge ist als Denkmal der Kategorie C eingestuft.

## Geschichte
Das Herrenhaus wurde 1734 für Sir William Maxwell, 2. Baronet erbaut. Unter dessen Enkel Sir John Shaw Heron-Maxwell, 4. Baronet wurden um 1818 die Flügel hinzugefügt. Bis 1893 verblieb Springkell House in Familienbesitz. Dann wurde es an Sir Jabez Edward Johnson-Ferguson, 1. Baronet veräußert, welcher das Gebäude umfassend renovieren ließ. Im Wesentlichen erstreckten sich die Arbeiten auf den Innenraum, jedoch wurden auch die georgianischen Sprossenfenster ausgetauscht. Das Anwesen wird innerhalb der Familie vererbt und kann heute zu festlichen Zwecken angemietet werden.

## Beschreibung
Springkell House liegt rund einen Kilometer nordöstlich von Eaglesfield abseits des Ostufers des Kirtle Waters. Die palladianische Architektur erinnert an die kurz zuvor von William Adam entworfenen Herrenhäuser House of Dun und Cumbernauld House. Die nordexponierte Frontseite ist fünf Achsen weit. Mittig tritt eine wuchtige Porte-cochère hervor. Die flankierenden, hervortretenden Flügel sind vier Achsen weit. An der sieben Achsen weiten Rückseite tragen kolossale ionische Pilaster einen Dreiecksgiebel.

## Stallungen
Die Stallungen befinden sich rund 200 m nordwestlich von Springkell House. Sie entstanden als Komplex mit mehreren Außengebäuden um 1840. Zusammen bilden sie einen U-förmigen Grundriss und umschließen damit einen länglichen Innenhof auf drei Seiten. Für das Mauerwerk wurde im Wesentlichen zu Quadern behauener Sandstein verwendet. Die länglichen Stallungen bilden den westlichen Abschluss des Komplexes. Ein Vordach an der Remise an der Nordseite ist mit gusseisernen Säulen gestaltet. Der gebildete Innenhof schließt an der Südseite mit einer Mauer ab. Quadratische gusseiserne Torflügel verschließen die Zufahrt.

## Scheune
Rund 800 m westlich des Herrenhauses befindet sich die Scheune mit angeschlossenem Wohngebäude. In das Bruchsteinmauerwerk sind zwei Jahressteine mit den Daten 1755 und 1784 eingelassen. Die Fassaden sind gekalkt, wobei die ausgemauerten Gebäudeöffnungen farblich abgesetzt sind. Das weite Scheunentor schließt mit gedrücktem Rundbogen ab. An der Ostseite schließt ein Zwinger neueren Datums an.

## West Lodge
Die West Lodge, auch Palmersgill Lodge, stammt aus dem früheren 19. Jahrhundert, wobei die Erweiterung an der Ostseite neueren Datums ist. Das Gebäude befindet sich rund 800 m südwestlich von Springkell House nahe der Ortschaft Eaglesfield. Es flankiert den westlichen Zufahrtsweg zu dem Herrenhaus. Die Lodge ist in die Uferböschung des Kirtle Waters hinein gebaut. Das Mauerwerk besteht aus Bruchstein, wobei die Gebäudeöffnungen ausgemauert sind. An der Südwestseite tritt eine Auslucht halboktognal hervor. Das Dach ist mit Schiefer eingedeckt. Das vorgelagerte Tor entlang des Weges wurde um 1880 errichtet. Zwei höhere Torpfosten grenzen den Fahrweg ein und sind ihrerseits von zwei kleineren Pfosten umgeben, welche die beiden Fußwege flankieren. An den Pfosten sind ornamentierte, gusseiserne Tore eingehängt.

## East Lodge
Die Ostzufahrt flankierend liegt die East Lodge, auch Fairyknowe Lodge, rund 1,1 km östlich von Springkell House. Wie auch die West Lodge stammt das Bruchsteinbauwerk aus dem früheren 19. Jahrhundert. Die südexponierte Frontseite ist fünf Achsen weit. Mittig tritt der Eingangsbereich mit Walm hervor. Es sind vierteilige Sprossenfenster verbaut. Die Lodge schließt mit schiefergedeckten Dächern. Die vorgelagerte Torzufahrt entspricht in ihrer Gestaltung weitgehend jener an der West Lodge und stammt ebenfalls aus den 1880er Jahren.